# تومیسلاو کالوپروویچ
تومیسلاو کالوپروویچ (انگلیسی: Tomislav Kaloperović؛ ۳۱ ژانویه ۱۹۳۲ – ۱۵ ژانویهٔ ۲۰۰۲) بازیکن فوتبال اهل یوگسلاوی بود.
از باشگاه‌هایی که در آن بازی کرده‌است می‌توان به باشگاه فوتبال ناک بردا، باشگاه فوتبال رویال یونیون سنت ژیل، باشگاه فوتبال پادوا، باشگاه فوتبال بئوگراد، و باشگاه فوتبال پارتیزان اشاره کرد.
وی همچنین در تیم ملی فوتبال یوگسلاوی بازی کرده‌است.